# 배큐메틱 필러
배큐메틱 필러(Vacumatic Filler)는 만년필에서 배럴 끝 캡을 열어 내부의 버튼을 누르면, 배럴 내부의 다이어프램이 피스톤의 역할을 하면서 숨관(브레스 튜브)으로 공기를 밀어내고, 버튼에서 손을 때면 스프링으로 인해 다이어프램이 위로 올라오면서 잉크를 내부로 빨아들이는 방식을 말한다. 파커에서 개발한 방식으로 파커 배큐메틱에 처음으로 채용되었다. 여러 번 눌러야 가득 채워진다는 단점이 있지만 기존의 버튼 필러와 피스톤 필러보다도 많은 양의 잉크를 저장할 수 있는 장점이 있어서 파커 51 초기형까지 사용되었다.

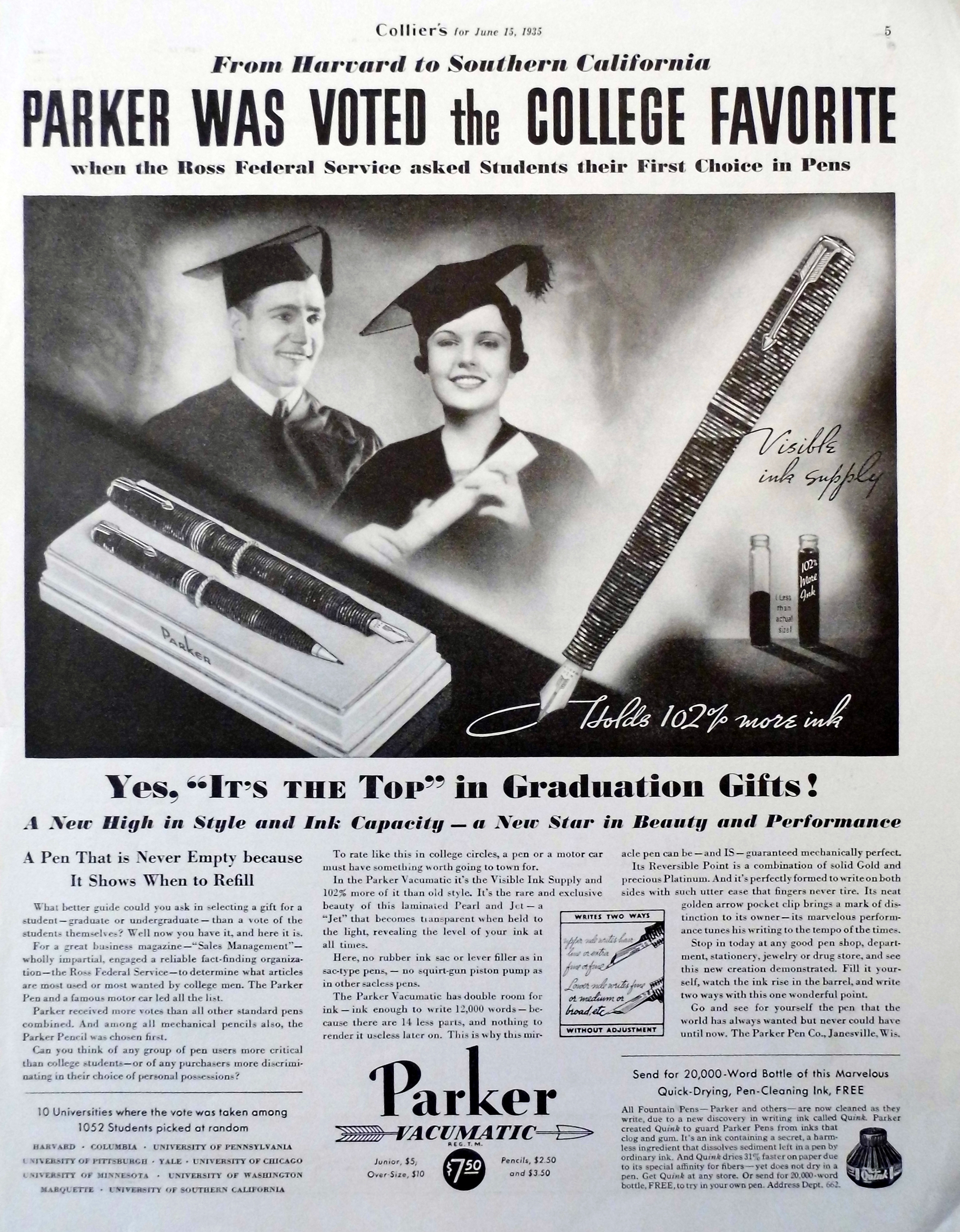
당시 파커 배규메틱의 광고

주입 영상